# Пламегаситель

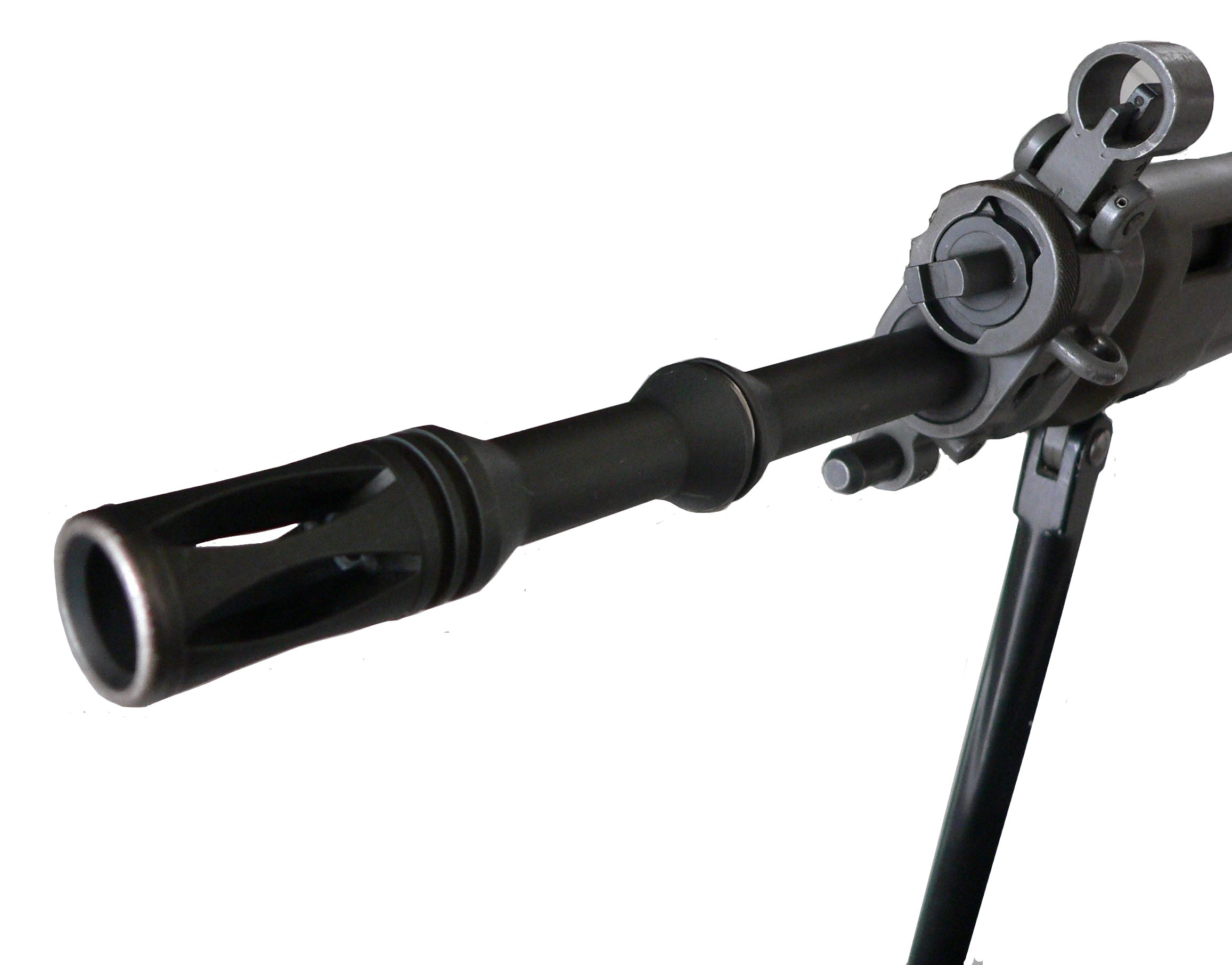
Щелевой пламегаситель автомата SIG SG 550

Пламегаситель (англ. Flash suppressor) должен уменьшать видимость выстрела путём рассеяния газов вверх и вбок, чтобы не поднимать пыль. Исключает ослепление стрелка дульным пламенем и повышает его маскировку. Могут иметь некоторый компенсирующий эффект. Пламегасители выпускаются как укороченные, так и стандартные.

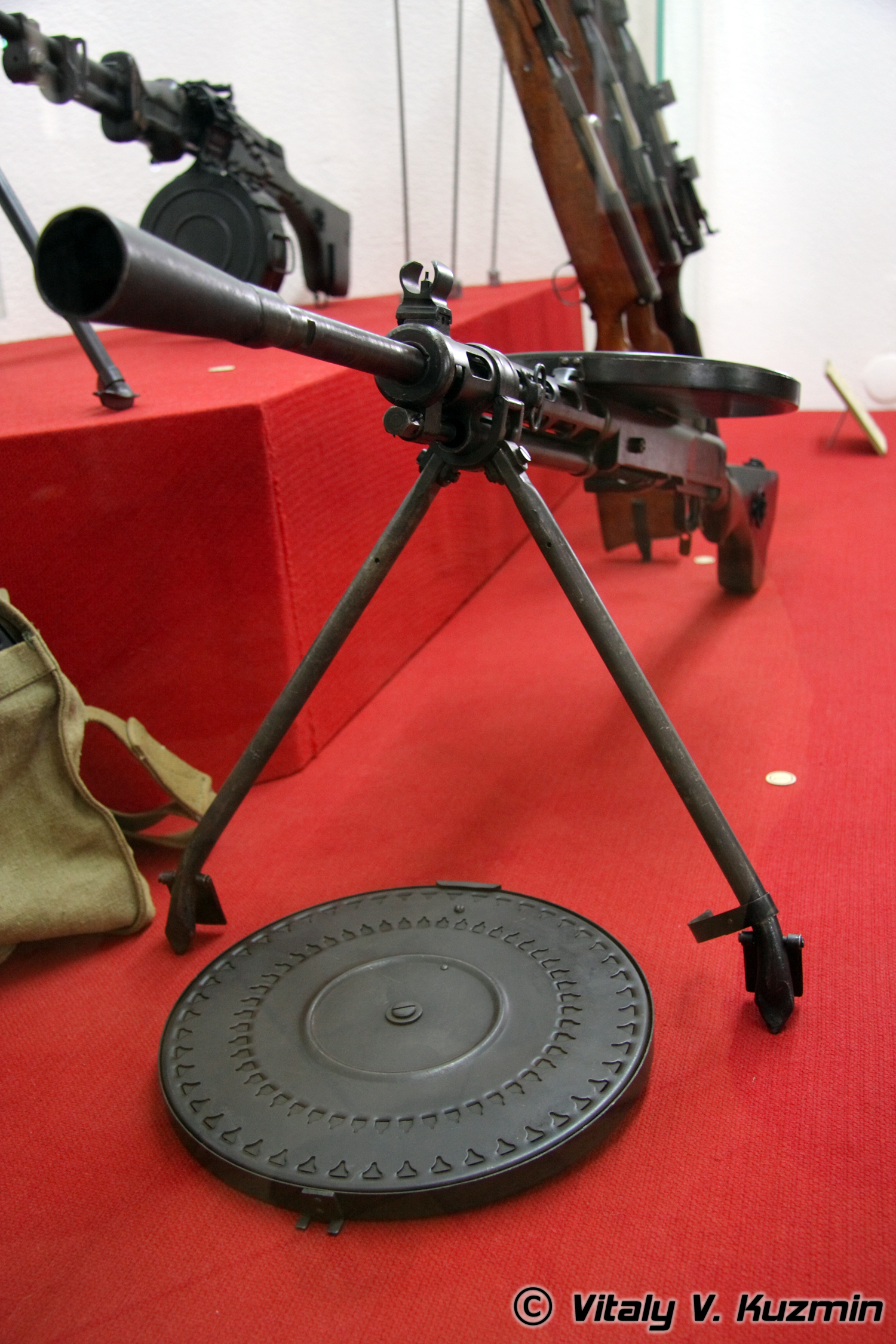
Пламегаситель на пулемёте ДП-27

## Применение
Широкое распространение пламегасители получили перед Второй Мировой Войной: автоматическая зенитная пушка 2-cm Flak 38, 37-мм автоматическая зенитная пушка обр. 1939 г., пулемёты ДП-27, MG-13 и множество других, хотя аналогичные конструкции существовали и ранее (например, на немецком пулемёте MG-08).
С принятием в 1974 году на вооружение автомата АК-74 пламегаситель появился на его укороченной модификации — АКС-74У. Сейчас с небольшими изменениями перекочевал и на укороченные автоматы «сотой серии» — АК-102, АК-104 и АК-105, а также гражданские карабины Сайга.